# Metalectra fidelia
Metalectra fidelia är en fjärilsart som beskrevs av Druce. Metalectra fidelia ingår i släktet Metalectra och familjen nattflyn. Inga underarter finns listade i Catalogue of Life.